# 滝野 (印西市)
滝野(たきの)は千葉県印西市の町丁。現行行政地名は滝野一丁目から滝野七丁目。郵便番号は270-2329。

## 地理
北総鉄道北総線の印西牧の原駅から0.5～2kmで、印西市の地理的中心にあたる。本埜地区に属し、市役所出張所が置かれる。北で滝、東で竜腹寺、南で牧の原と草深、西で牧の原と隣接する。一・二丁目は戸建住宅を中心に開発されており、ニュータウンとして最初に入居が始まった。主に住宅地として利用される。三・四丁目は集合住宅を中心に建設されており、高層マンションが建ち並んでいる。また、3丁目には図書館や保育園などが立地する。五・六丁目は戸建住宅を中心に開発された部分であり、比較的入居の開始が遅く5丁目では最近になって入居が始まった。また、小学校、中学校が置かれている。

## 歴史
千葉ニュータウンの印西牧の原エリアの一つとして開発され、1997年（平成9年）から入居が開始された。
- 2013年（平成25年）6月24日 - 滝野及び若萩の一部において、字の区域及び名称の変更を行う[5][6][7]。

### 町名の変遷
| 実施後     | 実施年月日    | 実施前（各大字とその一部）                           |
| ---------- | ------------- | ---------------------------------------------------- |
| 滝野一丁目 |               | -                                                    |
| 滝野一丁目 | 2013年6月24日 | 滝字庚申塚、字大門の各一部                           |
| 滝野二丁目 |               | -                                                    |
| 滝野二丁目 | 2013年6月24日 | 滝字大門の一部                                       |
| 滝野二丁目 | 2013年6月24日 | 竜腹寺字滝前の一部                                   |
| 滝野三丁目 |               | -                                                    |
| 滝野三丁目 | 2013年6月24日 | 滝字小割、字新野、字大門の各一部                     |
| 滝野三丁目 | 2013年6月24日 | 竜腹寺字滝前の一部                                   |
| 滝野四丁目 |               | -                                                    |
| 滝野四丁目 | 2013年6月24日 | 滝字小割の一部                                       |
| 滝野五丁目 |               | -                                                    |
| 滝野六丁目 |               | -                                                    |
| 滝野七丁目 | 2013年6月24日 | 滝字新野、字大門、字大割、字一石作、字地下田の各一部 |

## 世帯数と人口
2017年（平成29年）10月31日現在の世帯数と人口は以下の通りである。
| 丁目       | 世帯数    | 人口    |
| ---------- | --------- | ------- |
| 滝野一丁目 | 312世帯   | 918人   |
| 滝野二丁目 | 319世帯   | 952人   |
| 滝野三丁目 | 387世帯   | 1,049人 |
| 滝野四丁目 | 246世帯   | 691人   |
| 滝野五丁目 | 157世帯   | 554人   |
| 滝野六丁目 | 281世帯   | 850人   |
| 計         | 1,702世帯 | 5,014人 |

## 小・中学校の学区
市立小・中学校に通う場合、学区は以下の通りとなる。
| 丁目       | 番地 | 小学校             | 中学校             |
| ---------- | ---- | ------------------ | ------------------ |
| 滝野一丁目 | 全域 | 印西市立滝野小学校 | 印西市立滝野中学校 |
| 滝野二丁目 | 全域 | 印西市立滝野小学校 | 印西市立滝野中学校 |
| 滝野三丁目 | 全域 | 印西市立滝野小学校 | 印西市立滝野中学校 |
| 滝野四丁目 | 全域 | 印西市立滝野小学校 | 印西市立滝野中学校 |
| 滝野五丁目 | 全域 | 印西市立滝野小学校 | 印西市立滝野中学校 |
| 滝野六丁目 | 全域 | 印西市立滝野小学校 | 印西市立滝野中学校 |
| 滝野七丁目 | 全域 | 印西市立滝野小学校 | 印西市立滝野中学校 |

## 交通

### 鉄道
地内に鉄道は通っていないが、最寄駅の北総鉄道北総線印西牧の原駅が徒歩10～20分のところにある。

### 道路
- 主要地方道（都道府県道）
  - 千葉県道64号千葉臼井印西線
  - 千葉県道65号佐倉印西線

### バス
印西牧の原駅の北口ロータリーから牧の原駅 - 滝野 - 小林駅や滝野循環のバスが運行している。

## 施設
- 印西市立滝野小学校
- 印西市立滝野中学校
- もとの保育園
- 滝野公園(4丁目) - 近隣公園に分類される。
- 滝野みのりの丘公園(1丁目) - 街区公園に分類される。
- 滝野杜公園(6丁目) - 街区公園に分類される。